# Metal Gear Solid Touch
Metal Gear Solid Touch (メタルギアソリッド タッチ?, Metaru Gia Soriddo Tatchi) è un videogioco per iOS, appartenente alla serie Metal Gear. È stato messo in commercio il 18 marzo 2009. La versione completa, la 2.1.0, fu distribuita il 3 maggio. Il titolo è basato sul precedente Metal Gear Solid 4, di cui riprende ambientazioni e personaggi.

## Modalità di gioco
Il gioco è diviso in diverse missioni basate sulle varie tappe di Metal Gear Solid 4, ognuna introdotta da un breve testo che riassume la storia finora. Il giocatore muove il dito sullo schermo per mirare, premendo fa fuoco e spostando le dita insieme o separatamente regola il mirino col fucile di precisione, eliminando le dita dallo schermo per nascondersi dietro un riparo ed evitare il fuoco nemico. In ogni missione sono presenti delle statue Gako e Kerotan; sparandole si recupererà salute e si otterranno armi.
L'obbiettivo della maggior parte delle missioni è quello di uccidere un certo numero di nemici, che variano dai normali soldati nemici, agli Haven Troopers e ai Gekko. Ci sono anche dei bersagli non ostili, e il giocatore verrà penalizzato se sparerà su di essi. Alcune missioni prevedono di combattere uno dei boss di Metal Gear Solid 4. Alla fine di ogni missione si otterrà un rango; più è alto, maggiori saranno i "Drebin Points", i quali possono essere usati per sbloccare alcuni extra, come i wallpaper dei personaggi.